# Ražický rybník
Ražický rybník je rybník v okrese Písek, který se nachází severovýchodně u obce Ražice a 6,5 km jihozápadně od Písku v Českobudějovické pánvi (konkrétněji jejím podcelku Putimská pánev, okrsku Kestřanská pánev). Má rozlohu 24 ha.

## Pobřeží
Na březích rostou stromy. Podél západního břehu vede silnice II/140 Ražice – Putim a podél východního břehu železniční trať 201, spojující tytéž obce. Dva proti sobě vybíhající poloostrovy rozdělují rybník na přibližně stejné části spojené průlivem.

## Vodní režim
Rybník je průtočný na levém přítoku Blanice.

## Využití
Rybník slouží především k chovu ryb.

### Ochrana přírody
Rybník a přilehlé podmáčené louky jsou chráněné od roku 1985 jako přírodní památka Ražický rybník.

## Přístup
K rybníku je příjezd po asfaltové cestě vedoucí mezi Ražicemi a Pískem, ze které odbočuje polní cesta směrem k hrázi rybníka.